# Repas baconique
Un repas baconique était un repas français entièrement composé de diverses préparations de porc, frais ou salé. Le terme aurait été utilisé jusqu'au XVIe siècle et « prouve que le mot bacon est bien un mot d'origine française » selon le Larousse.